# 孝桥镇
孝桥镇，是中国江西省抚州市临川区所辖的一个镇。

## 行政区划
孝桥镇下辖以下村级行政区划单位
孝义桥社区、孝桥村、下璜村、艻口村、中洲村、下李村、严家村、斗门村、龙湾村和畲塘村。